# アルベルト・ラフォルス・カサマダ

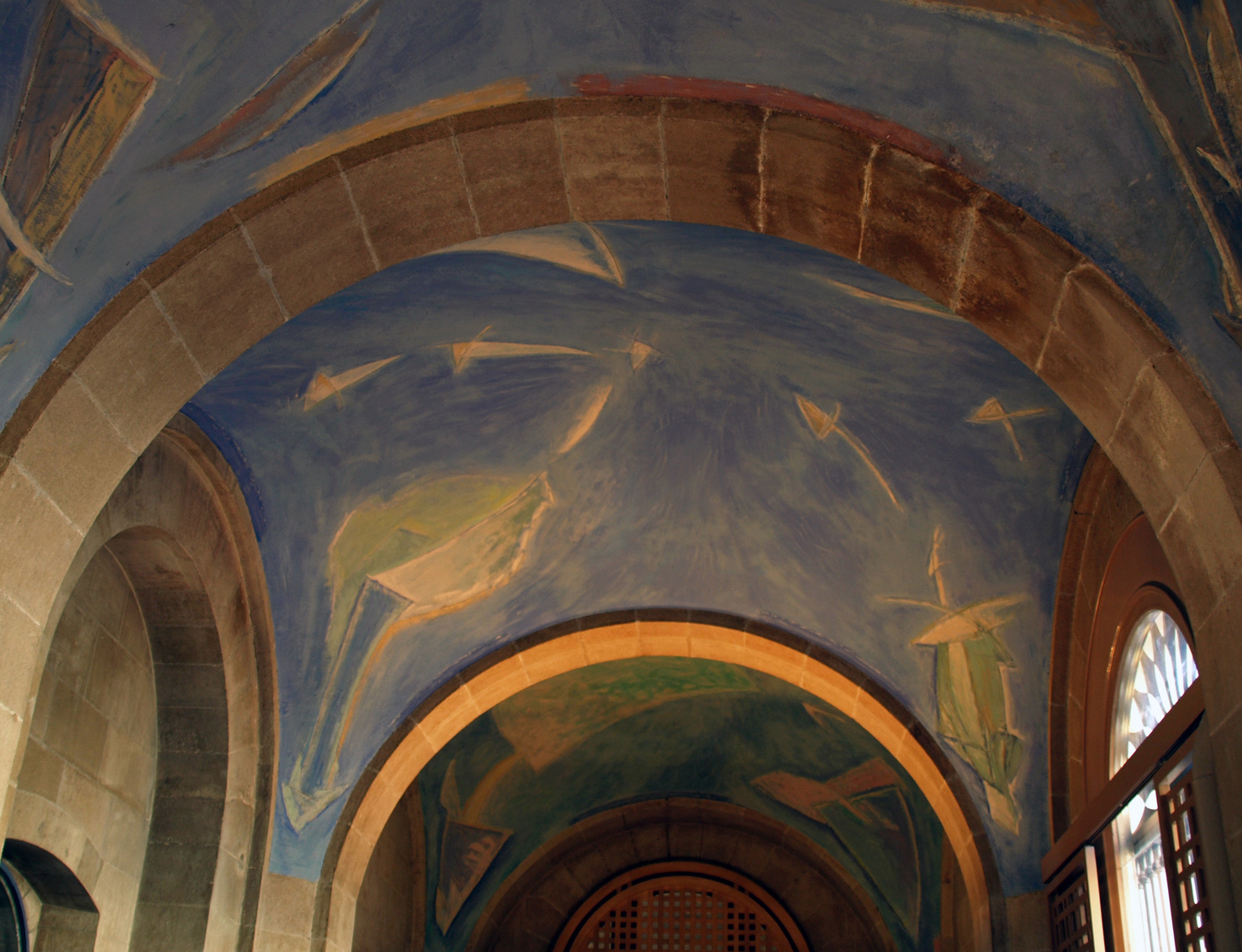
バルセロナ市役所(Casa de la Ciutat)にある作品

アルベルト・ラフォルス＝カサマーダ（Albert Ràfols-Casamada、1923年2月2日 - 2009年12月17日）は、スペインのカタルーニャ州バルセロナ出身の画家、詩人。比喩的な抽象表現主義の作風である。
2009年12月17日、86歳で亡くなっている。